# Springfield Babes
Springfield Babes is een voormalige Amerikaanse voetbalclub uit Springfield, Massachusetts. De club werd opgericht in 1926 en opgeheven in 1927. De club speelde één seizoen in de American Soccer League. Hierin werd geen aansprekend resultaat behaald.